# 1,5,9-cyclododecatrieen
1,5,9-cyclododecatrieen of CDT is een onverzadigde cyclische koolwaterstof, met drie dubbele bindingen. Het is het cyclisch trimeer van 1,3-butadieen. Er bestaan vier stereo-isomeren van: E,E,E of trans,trans,trans; Z,Z,Z of cis,cis,cis, EZZ en EEZ.

## Synthese
1,5,9-cyclododecatrieen wordt bereid door de cyclotrimerisatie van 1,3-butadieen. De reactie gebeurt in een apolair oplosmiddel (bijvoorbeeld benzeen), waarin een katalysator is opgelost die een verbinding van een of meerdere overgangsmetalen bevat, bijvoorbeeld titanium(IV)chloride, en een organoaluminiumverbinding zoals di-ethylaluminiumchloride als cokatalysator:
Nevenproducten zijn andere cyclische of lineaire oligomeren van 1,3-butadieen zoals 1,5-cyclo-octadieen, 4-vinylcyclohexeen en laagmoleculair polybutadieen. 1,5,9-cyclododecatrieen wordt hieruit afgescheiden door middel van destillatie.

## Toepassingen
1,5,9-cyclododecatrieen wordt gebruikt voor de productie van 1,12-dodecaandizuur en van het lactam laurolactam. Beide zijn monomeren voor de productie van respectievelijk polyesters en polyamiden.
De productie van 1,12-dodecaandizuur gebeurt door hydrogenering van 1,5,9-cyclododecatrieen tot cyclododecaan (2). Dat wordt geoxideerd met boorzuur. Daarbij ontstaan zowel het alcohol cyclododecanol 3a als het keton cyclododecanon 3b. Deze verbindingen worden dan met salpeterzuur omgezet in 1,12-dodecaandizuur:
Laurolactam wordt bereid door cyclododecanon om te zetten in cyclododecanonoxime, dat vervolgens een Beckmann-omlegging ondergaat tot laurolactam.
1,5,9-cyclododecatrieen wordt ook gebruikt voor de productie van de vlamvertrager hexabroomcyclododecaan.